# Miguel Nicolelis
Miguel Angelo Laporta Nicolelis (São Paulo, 27 de março de 1961) é um médico e cientista brasileiro, considerado um dos vinte maiores cientistas em sua área no começo da década passada pela revista de divulgação Scientific American. Foi considerado pela Revista Época um dos 100 brasileiros mais influentes do ano de 2009. Nicolelis recebeu em 2010 o premio Director's Pioneer Award do Instituto Nacional de Saúde estadunidenses.
Lidera um grupo de pesquisadores da área de Neurociência na Universidade Duke (Durham, Estados Unidos), no campo de fisiologia de órgãos e sistemas. Seu objetivo é integrar o cérebro humano com máquinas (neuropróteses ou interfaces cérebro-máquina). Suas pesquisas desenvolvem próteses neurais para a reabilitação de pacientes que sofrem de paralisia corporal. Nicolelis e sua equipe foram responsáveis pela descoberta de um sistema que possibilita a criação de braços robóticos controlados por meio de sinais cerebrais.
Este trabalho teve recepção controversa pelos meios acadêmicos e científicos; ele é considerado pela revista: MIT Technology Review como um dos fracassos tecnológicos de 2014. Já The Verge, rede norte-americana de notícias on line, referência em ciência, tecnologia, arte e cultura, premiada cinco vezes pela International Academy of Digital Arts and Sciences, o descreve como um dos destaques científicos de 2014, sendo Miguel Nicolelis retratado como uma das 50 personalidades mundiais do ano.
Nicolelis é ateu e também crítico às religiões.

## Pessoal
De ascendência grega e italiana, é filho da escritora Giselda Laporta Nicolelis e Ângelo Brasil Nicolelis, juiz de carreira. Casou-se com a médica Laura Oliveira, hoje ex-esposa, e com ela teve 3 filhos, Pedro Nicolelis, Rafael Nicolelis e Daniel Nicoleli.
Nicolelis é filho da Ditatura Militar no Brasil (1964-1985), como se autointitula, e sua inspiração para estudar medicina, influência de Waldemar, tio Dema, foi o de dar vazão aos instintos desafiadores contra autoridades e convenções, característicos da juventude.
Em 1989, Nicolelis deixou o Brasil, para se dedicar a pesquisa acadêmica nos Estados Unidos.

## Carreira
Possui graduação em Medicina pela Universidade de São Paulo (1984), doutorado em Ciências (Fisiologia Geral) pela Universidade de São Paulo (1989) e pós-doutorado em Fisiologia e Biofísica pela Universidade de Hahnemann. É Professor Titular de Neurobiologia e Engenharia Biomédica e co-diretor do Centro de Neuroengenharia da Universidade Duke, onde recebeu, em julho de 2012, o título de Professor Emérito, após ter lecionado por 27 anos nesta universidade.
Publicou em 1993, na Nature e no PNAS (Proceedings of National Academy of Sciences of United States of América), seu primeiro trabalho mostrando quarenta células registradas simultaneamente. Em seguida, na Science, publicou a amostragem de um circuito inteiro sendo registrado num rato desperto, usando as vibriças para tocar os objetos, gênese de uma da fisiologia de populações neurais.
Sua teoria parte descrição dos princípios fisiológicos para explicar como os circuitos operam. A unidade funcional do cérebro não é o neurônio, mas o grupo mínimo de células neuronais que sustenta um comportamento, e que estão distribuídas em várias estruturas interconectadas. Destarte, ele defende que as células do cérebro têm conectividade, e, desta forma “a unidade é um grupo” de células.
Fundador da Associação Alberto Santos Dumont para Apoio à Pesquisa (AASDAP) e do o Instituto Santos Dumont (ISD) trazendo como proposta o uso da ciência como agente de transformação social e econômica. É Pesquisador do Instituto Internacional de Neurociências Edmond e Lily Safra (IIN-ELS) e Coordenador do Projeto Andar de Novo, desenvolvido na AASDAP em São Paulo. 
Nicolelis também concebeu e lidera o projeto do Instituto Internacional de Neurociências de Natal (IINN), na capital do Rio Grande do Norte. Em uma de suas linhas de pesquisa, Nicolelis visa caracterizar a transmissão de informações entre dois animais localizados em locais distintos, trabalho que vem sendo desenvolvido nos laboratórios da Universidade Duke.
Em meados de 2013, Nicolelis, em uma entrevista ao portal de notícias UOL, detalhou as perspectivas a respeito do projeto Walk Again: "Queremos fazer isso no dia da abertura da Copa do Mundo para mostrar ao mundo que o Brasil também é um país da ciência e da tecnologia", complementou. "Trabalhamos para que tudo esteja pronto e para que uma pessoa com deficiência possa se levantar, caminhar até o centro do campo e dar o chute inicial do torneio".
No dia 12 de junho de 2014 Nicolelis e sua equipe realizaram a demonstração pública do exoesqueleto controlado pelo cérebro de um paciente paraplégico, na cerimônia de abertura da Copa do Mundo realizada no Brasil, colocando a ciência brasileira em evidência mundial.

## Manifesto da Ciência Tropical
Em 23 de novembro de 2010, Nicolelis divulgou um documento de sua autoria intitulado Manifesto da Ciência Tropical: um novo paradigma para o uso democrático da ciência como agente efetivo de transformação social e econômica no Brasil. Nele, sugere que o Brasil encontra-se diante de uma oportunidade única de potencializar seu desenvolvimento científico e educacional, através da cooperação entre ambos, e propõe quinze medidas necessárias para o país firmar-se como uma liderança mundial na produção e uso democratizante do conhecimento. O documento repete a ênfase na descentralização da produção científica e na aproximação entre pesquisa e escola, seguindo o exemplo do Instituto Internacional de Neurociências de Natal.
Em 28 de fevereiro de 2013 Miguel e equipe conseguiram conectar dois ratos pelos sinais de seus cérebros.
Em seu Manifesto com o intuito de que o país explore sua capacidade de inovação para erradicar a miséria e construir uma sociedade mais justa e inclusiva, o autor propôs 15 intervenções na capacitação do Programa Brasileiro de Ciência Tropical para a democratização da ciência e incentivo científico no país. São essas: 
2.1 Massificação da educação científica infanto-juvenil por todo o território nacional
Sugeriu a criação do Programa Educação para Toda a Vida, que consistiria em promover educação científica no contraturno escolar de crianças e adolescentes em idade letiva de forma a estimular o interesse e desenvolver habilidades voltadas à área. Essas unidades de educação contariam com o apoio da iniciativa privada e do sistema público de educação, em especial, das Universidades; 
2.2 Criação de centros nacionais de formação de professores de Ciência
Propõe também o Programa Nacional de Educação Científica Alberto Santos -Dumont, responsável pela gestão dos centros nacionais de formação de professores de ciências com o apoio de rede ensino superior pública para atender a demanda de ensino da população juvenil; 
2.3 Criação da carreira de pesquisador científico em tempo integral nas universidades federais
A possibilidade de docentes exercerem na maior parte do seu tempo de dedicação a posição de pesquisador científico. 
2.4 Criação de 16 Institutos Brasileiros de Tecnologia (IBT) espalhados pelo país
Inspirado no modelo da Índia indica construir uma rede de formação de engenheiros e cientistas por meio da criação desses institutos nas regiões mais pobres do Brasil. 
2.5 Criação de 16 Cidades da Ciência
Juntas ao IBTs, essas cidades seriam locais de desenvolvimento de tecnologias de ponta produzidas pela comunidade científica brasileira e onde poderiam se estabelecer empresas do ramo. 
2.6 Criação de um arco contínuo de Unidades de Conservação e Pesquisa da Biosfera da Amazônia
Essa iniciativa visa a fincar uma linha de defesa permanente contra o avanço do desmatamento ilegal, modificando a estratégia das unidades de conservação a fim de colocá-las a serviço de um Programa Nacional de Mapeamento dos Biomas Brasileiros. Além de incluir nessas áreas projeto de pesquisa de mapeamento das riquezas dessas regiões. 
Também, propõe a criação da Bolsa Ciência Cidadã destinada aos residentes das localidades para integrarem as equipes de pesquisa com seus conhecimentos práticos. 
2.7 Criação de oito “Cidades Marítimas” ao longo da costa brasileira
Em parceria com a Petrobras, o governo poderia estabelecer no limite das 350 milhas marinhas, oito plataformas voltadas para a pesquisa oceanográfica e climática, visando ao mapeamento das riquezas no mar tropical brasileiro e defesa da soberania marítima diante da exploração do pré-sal. 
2.8 Retomada e Expansão do Programa Espacial Brasileiro
Destaca a importância da reativação de investimentos na área e de estabelecimento de novas metas, com destaque a operação dos programas da Base de Alcântara. 
2.9 Criação de um Programa Nacional de Iniciação Científica
Para dar continuidade a aprendizagem dos jovens, esse programa destinaria “Bolsas Ciência” por meio do CNPq (Conselho Nacional de Desenvolvimento Científico e Tecnológico) de forma a incentiva-los a seguir a carreira de pesquisador científico. 
2.9 Investimento de 4-5% do PIB em ações de ciência e tecnologia na próxima década 
A destinação, para financiar todas essas mudanças, de 4 a 5% do PIB a área ciência e tecnologia. 
2.11 Reorganização das agências federais de fomento à pesquisa
Aponta a importância da reformulação de normas de procedimento e processo para agilizar a distribuição eficiente de recursos ao pesquisador e empreendedor científico, bem como criar um novo modelo de gestão e prestação de contas. Principalmente, no âmbito do Ministério da Ciência e Tecnologia (MCT) e dos demais ministérios em cooperação. 
2.12 Criação de joint ventures para produção de insumos e materiais de consumo para prática científica dentro do Brasil
É necessário definir políticas de incentivo ao estabelecimento de empresas nacionais dispostas a suprir o mercado nacional com insumos e equipamentos científicos. 
2.13 Criação do Banco do Cérebro
Seria uma instituição financeira destinada a implementar vários mecanismos financeiros para fomento do empreendedorismo científico nacional. 
Essas ferramentas financeiras incluiriam desde programa de microcrédito científico até formas de financiamento de novas empresas nacionais voltadas para produtos de alto valor agregado, fundamentais ao desenvolvimento da ciência brasileira e da economia do conhecimento. 
2.14 Ampliação e incentivo a bolsas de doutorado e pós-doutorado dentro e fora do Brasil
Impulsionamento do intercâmbio de jovens cientistas do Brasil para que complementem seus estudos em universidades de institutos de pesquisa estrangeiros de renome. 
2.15 Recrutamento de pesquisadores e professores estrangeiros dispostos a se radicar no Brasil
Ampliação da política de importação de talentos de outros países que contribuíram com o desenvolvimento da ciência.

## O Verdadeiro Criador de Tudo
Em 2020, foi publicado um livro de sua autoria intitulado “O verdadeiro criador de tudo: Como o cérebro humano esculpiu o universo como nós o conhecemos”. É o terceiro livro da trilogia iniciada com o livro “Muito Além do Nosso Eu” em 2011 e, em 2016, continuada pelo livro “Made in Macaíba”.
Nele, Nicolelis expõe sua tese de que o cérebro humano seria o centro do universo e tenta explicar a história, a cultura e a civilização humana com base em um conjunto de princípios-chave recém-descobertos da função cerebral: “O Verdadeiro Criador de Tudo é uma estória sobre as criações do cérebro humano e a posição central que ele deveria ocupar na cosmologia do universo”.
Segundo o autor, a mente humana funciona de maneira relativa, ou seja, seguindo a ideia de que todo movimento é relativo, a mente humana também também seria dessa forma ao criar um modelo próprio de realidade, o qual é constantemente renovado com as informações que se obtém do mundo. Tal teoria é denominada por Nicolelis de Teoria do Cérebro Relativístico (TCR).

Com base na TRC, o autor se lançou no ambicioso projeto do supramencionado livro, que consistia em argumentar acerca da posição central do cérebro humano nas diversas áreas do conhecimento científico, não se limitando à neurociência. Em meio a essas explorações, Miguel Nicolelis deparou-se com o livro “A história da arte”, do historiador anglo-germânico Ernst.H.Gombrich, o qual, nas palavras do autor, seria o “fio da meada” para consecução de seu projeto:
Inesperadamente, eu havia achado um aliado, alguém que claramente podia ver que, sem um cérebro humano, moldado e refinado por um processo evolutivo, tão extremamente particular quanto irreproduzível, não existiria algo conhecido por nós todos como arte. Isso se deve ao fato de que todas as nossas manifestações artísticas, e as de todos os nossos antepassados, nada mais são do que produtos da incansável e inquisitiva mente humana, ansiosa por projetar para o mundo exterior as imagens mentais criadas nos confins do nosso cosmos neuronal interior
Desse modo, observa-se que as ideias do autor influenciam também as Ciências Sociais, tendo em vista que, ao colocar o cérebro humano no centro do universo, isso traz implicações profundas que abrangem a forma de se interpretar o passado da humanidade, “como de reconhecer o nosso viver presente, bem como decidir que tipo de futuro queremos para nós e para os nossos descendentes”. Segundo o autor, toda a história da humanidade poderia ser contada e analisada do ponto das particulares abstrações mentais que dominaram cada uma das diferentes civilizações humanas, em diferentes momentos da existência.
Para Miguel, tanto a Física quanto a Arte são definidas por “uma coleção de construções e abstrações mentais gerada pelo cérebro humano e que oferece a melhor e mais acurada descrição – pelo menos até o presente – do mundo natural existente ao nosso redor”.
Por fim, na conclusão do livro, o autor lança um alerta sobre a crescente e cega capitulação da presente civilização às duas poderosas e perigosas abstrações mentais criadas pelo ser humano: Igreja do Mercado e Culto da Máquina. Assim, Miguel discorre que a convergência dessas duas abstrações mentais poderia nos condenar a retornar a um modo tribal de vida, “caracterizado pela existência fraturada e alienada da realidade do mundo natural que criará muitos riscos e incertezas para o Verdadeiro Criador de Tudo”.

## Pontifícia Academia das Ciências

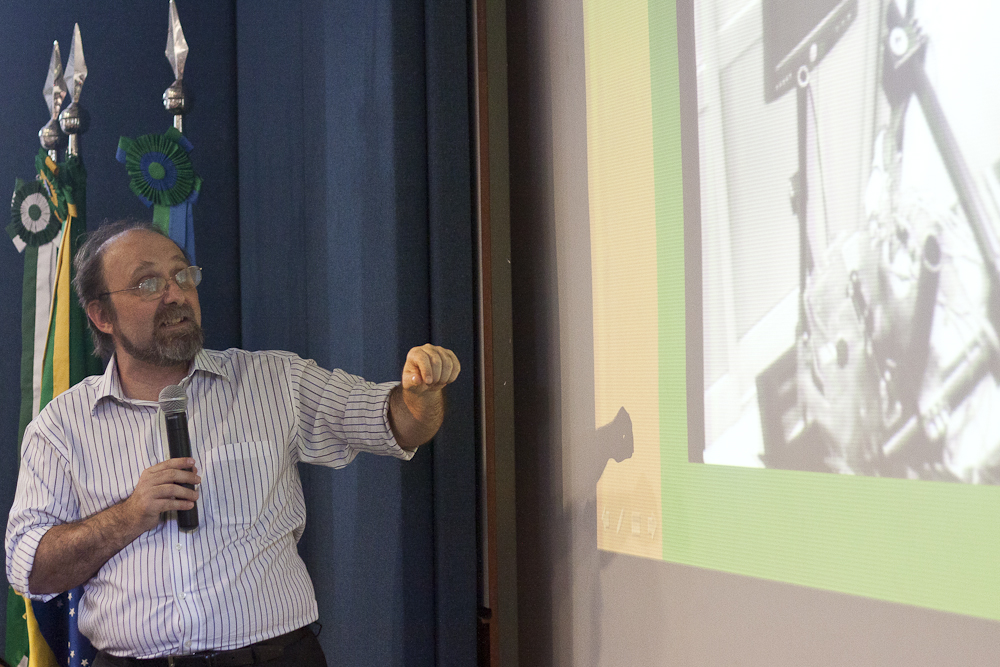
Nicolelis durante uma palestra em 2011

Em 2011 foi nomeado pelo papa para a Pontifícia Academia das Ciências, a mais antiga academia de ciências do mundo.

## Prêmios e títulos
- Prêmio Faz Diferença - Personalidade do Ano de 2011, jornal O Globo.
- Prêmio Trip Transformadores 2011, Revista Trip.
- Prêmio Cesar Timo-Iaria - Federação das Sociedades de Biologia Experimental (Fesbe).
- Doutor Honoris causa - Universidade Federal do Rio Grande do Norte (UFRN).
- Santiago Grisolia Chair, Catedra Santiago Grisolia and Fundacion Museo de las Ciências Príncipe Felipe.
- Segerfalk Lecture, Lund University, Wallenberg Neuroscience Center, Segerfalk Foundation, Lund, Sweden.
- Keynote Speaker, Heller Lecture Series, ICNC, Hebrew University.
- Joseph L. Melnick Distinguished Guest Lecturer, Baylor College.
- James C. White Neurosurgery Lecture, Harvard Medical School.
- Ramon y Cajal Chair, University of México.
- Third Annual Scientific American 50-Research Leader in Biomedical Engineering, Scientific American.
- America s Best and Brightest, Esquire Magazine.
- 2004 Grass Traveling Scientist Program Distinguished Lecturer, UCLA.
- Dean s Lecture, Mount Sinai School of Medicine.
- Thomas Langford Lectureship Award, Duke University.
- Prêmio DARPA pela excelência na performance científica, DARPA.
- Apresentação destacada e original, XIV computers in cardiology congress.
- Prêmio Oswaldo Cruz pela excelência em pesquisa em medicina interna e preventiva, USP.
- 2010 - Prêmio Pioneer dos Institutos Nacionais de Saúde dos Estados Unidos (NIH) para pesquisas pioneiras.[29]
- 2010 - Transformative R01 Award dos Institutos Nacionais de Saúde dos Estados Unidos (NIH).[30]
- 2010 - Grã-Cruz da Ordem do Ipiranga.[31]
- Em 5 de janeiro de 2011, foi nomeado pelo papa Bento XVI membro da Pontifícia Academia das Ciências.[32]
- 2015 - Escolhido como um dos pensadores mais influentes do mundo pela revista estadunidense Foreign Policy, ao lado do Procurador-Geral da República Rodrigo Janot.
- 2017 - Foi laureado com o prêmio Daniel E. Noble Award 2017, na categoria “Tecnologias Emergentes”.
- 2021 - Professor Emérito, Duke University, EUA.
- 2024 - Prêmio 'Mérito Homem Voa' pelo Instituto Cultural Santos=Dumont, em homenagem ao espírito de inovação brasileira.O professor Miguel Nicolelis recebe o Prêmio Mérito Homem Voa 2024 das mãos de Alexandre Villares e Alberto Dumont Villares Neto, membros da família Alberto Santos=Dumont. O Prêmio de Mérito Homem Voa, instituído pelo Instituto Cultural Santos=Dumont, é voltado para quem desafia o status quo científico atual brasileiro, ampliando as fronteiras do conhecimento e inspirando novas gerações de cientistas, como fez Alberto Santos-Dumont.

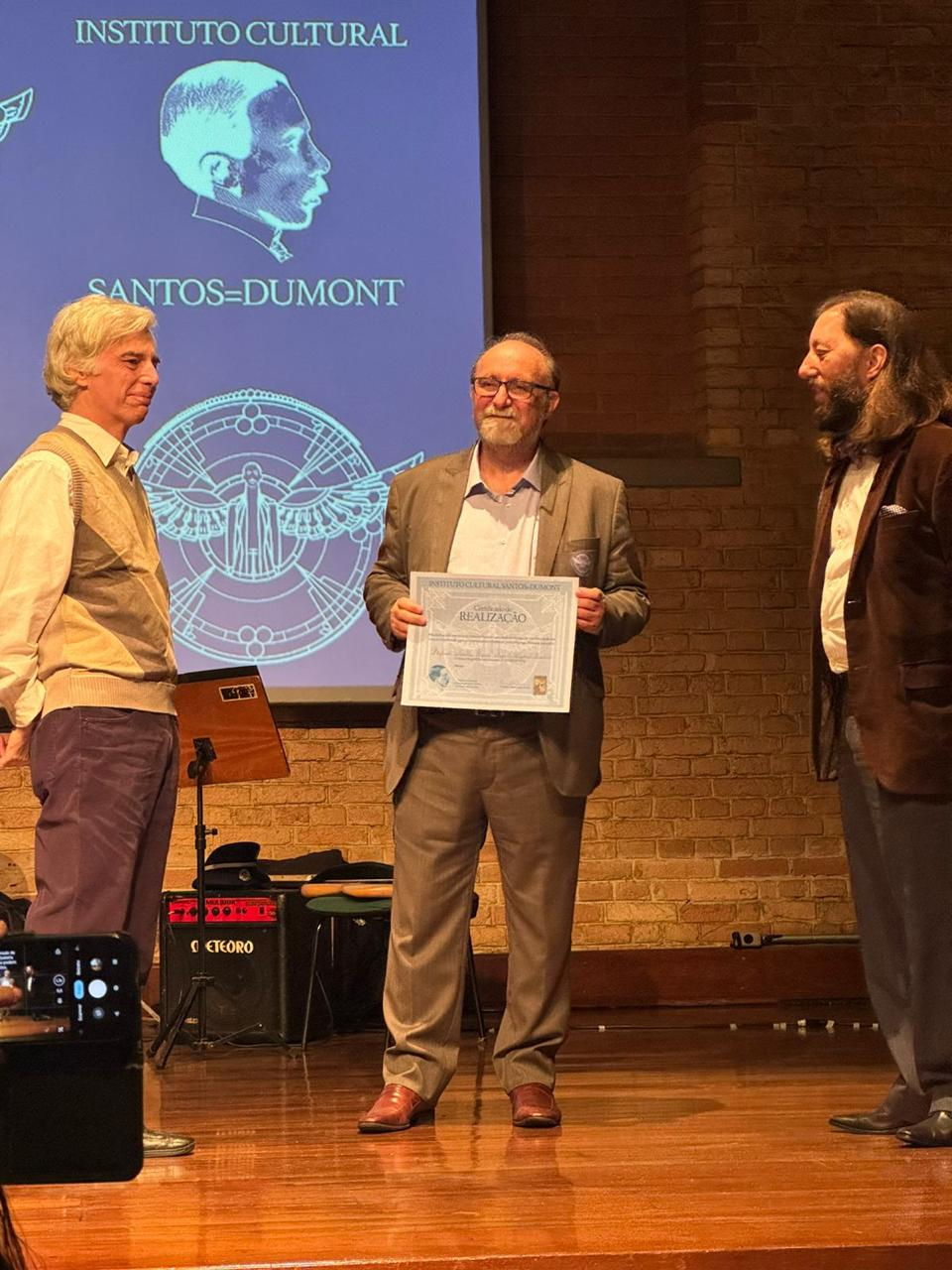
O professor Miguel Nicolelis recebe o Prêmio Mérito Homem Voa 2024 das mãos de Alexandre Villares e Alberto Dumont Villares Neto, membros da família Alberto Santos=Dumont. O Prêmio de Mérito Homem Voa, instituído pelo Instituto Cultural Santos=Dumont, é voltado para quem desafia o status quo científico atual brasileiro, ampliando as fronteiras do conhecimento e inspirando novas gerações de cientistas, como fez Alberto Santos-Dumont.

## Conflitos com a Mídia e Comunidade Científica
Em 2007, Roberto Lent, Professor Titular da Universidade Federal do Rio de Janeiro (UFRJ), acusou a equipe do IINN (presidido por Nicolelis e à época dirigido por Sidarta Ribeiro, seu pupilo e que definia o mentor como "o Pelé da Neurociência") de "captar recursos públicos, correndo por fora dos canais abertos ao restante da comunidade científica", além de "certo desapreço pelo patrimônio construído pelos neurocientistas brasileiros". Após resposta vigorosa de Nicolelis, que acusou Lent de ser "do contra" e fazer parte do grupo dos "que não fazem e não deixam fazer", a Sociedade Brasileira de Neurociências saiu em defesa do Professor da UFRJ, afirmando que Lent "é justamente um dos que mais fazem e deixam fazer ciência em nosso país".

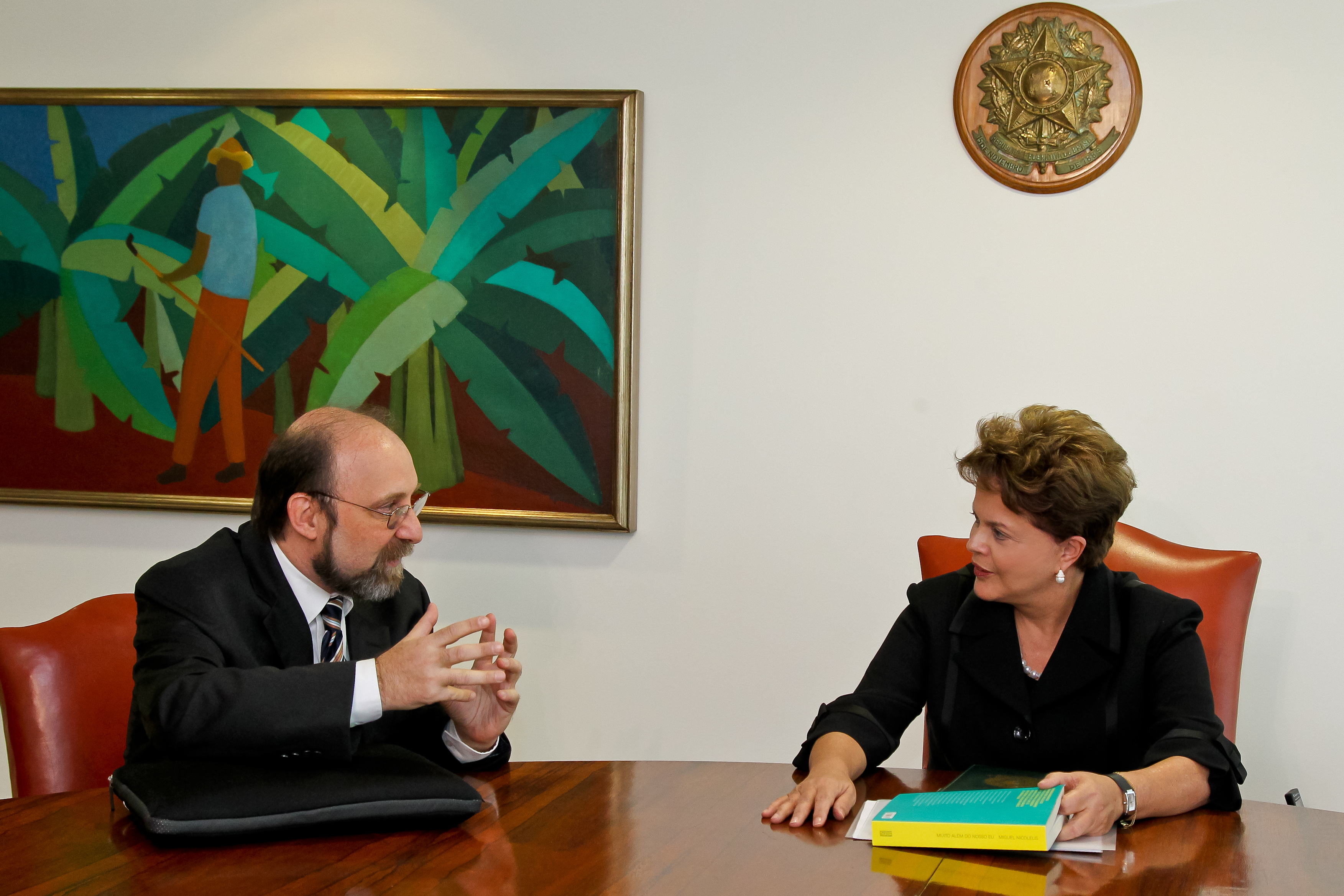
Nicolelis e a então presidente do Brasil Dilma Rousseff em 2011

Em 26 de julho de 2011 o jornal Folha de S.Paulo publicou uma matéria relatando a cisão entre Miguel Nicolelis e seus colaboradores ligados ao pesquisador Sidarta Ribeiro. Versão recorrente no meio acadêmico dá conta de que a crise foi motivada por um crescente egocentrismo dos últimos, especialmente devido a críticas de Nicolelis relacionadas ao baixo impacto das pesquisas desenvolvidas por eles.
Após a cisão, Nicolelis recebeu críticas de pesquisadores renomados, como Ricardo Gattass, da UFRJ: "Nicolelis é um bom cientista, como muitos outros que existem no Brasil ou nos Estados Unidos; nada além disso. O resto é mídia, é propaganda".
Em 2012 entrou em atrito com o colunista Reinaldo Azevedo, da revista Veja, sendo acusado por este de fazer lobby contra José Serra. Nicolelis, em uma rede social, teria tentado desqualificar Serra, afirmado que o político do PSDB seria defensor da frenologia.

## Exoesqueleto
No dia 12 de junho de 2014 Nicolelis e sua equipe realizaram a demonstração pública do exoesqueleto controlado pelo cérebro de um paciente paraplégico, na cerimônia de abertura da Copa do Mundo realizada no Brasil, colocando a ciência brasileira em evidência mundial. No entanto, houve repercussões diversas sobre o chute, com alguns definindo-o como "fracasso". Após a apresentação na abertura da Copa, Nicolelis se desentendeu com o jornalista Diogo Mainardi e o cantor e guitarrista Roger Moreira, do Ultraje a Rigor, também pelas redes sociais. O principal questionamento recaiu sobre o que foi prometido por Nicolelis e o que foi efetivamente apresentado, uma vez que o projeto recebeu 33 milhões de reais do Governo Federal sem edital.
Roberto Lent, em sua coluna no jornal O Globo, questionou a verba destinada a este projeto, contextualizando-a com os resultados demonstrados e com o financiamento destinado aos demais grupos de pesquisa no Brasil: "A Finep, agência de financiamento do Ministério da Ciência, Tecnologia e Inovação, colocou R$ 33 milhões no exoesqueleto. Nada errado nisso: trata-se de uma agência de inovação, cuja missão é justamente investir em projetos ousados, assumindo os riscos, que de resto são inerentes a todos os projetos científicos. Mas é inevitável comparar: o edital recentemente lançado por outras agências do mesmo ministério para a criação de Institutos Nacionais de Ciência e Tecnologia anunciou que proverá no máximo R$ 10 milhões para cada um dos grupos que vencerem uma acirrada concorrência. Como esses R$ 10 milhões se destinam a grupos que associam vários pesquisadores independentes, cada pesquisador contará com algo em torno de R$ 1 milhão para o seu projeto. Três a um foi a vitória da seleção brasileira; 33 a 1 foi a vitória de Nicolelis sobre a comunidade científica brasileira".
Especialistas na área de reabilitação também se manifestaram a respeito da demonstração pública e seus impactos. De acordo com o Dr. Alberto Cliquet Júnior, professor titular do departamento de Ortopedia e Traumatologia da Unicamp e de Engenharia Elétrica na Universidade de São Paulo, foi algo midiático e sem efetivamente trazer alguma tecnologia nova: “É um show para abertura da Copa, sem mostrar grandes avanços científicos. Em 2012, uma paraplégica correu uma maratona com um exoesqueleto e essa não é uma tecnologia nova. Além disso, a estrutura é muito pesada, de 70 quilos e, se houver uma queda, isso pode levar a graves lesões - pessoas com lesões medulares costumam ter osteoporose e qualquer queda é perigosa. O exoesqueleto não vai resolver o problema de quem tem lesões medulares”.

## Campus do Cérebro e Investigação do TCU
Em fins de 2014, partindo-se de uma denúncia feita de próprio punho por Sidarta Ribeiro, o IINN passou a ser alvo de uma investigação do Tribunal de Contas da União (TCU). Em meados de 2015 o TCU concluiu sua investigação, manifestando forte preocupação com o futuro do projeto e com o quadro de confusão institucional instaurado: “Resta evidente que a situação pode se agravar bastante, e, caso os subprojetos previstos para consecução das obras do Campus do Cérebro não sigam um ritmo acelerado de conclusão, toda a estrutura poderá caminhar para o abandono e perda patrimonial”, diz o relatório do órgão.
Em seu relatório, o TCU afirma ainda que “corrobora para esta percepção as dificuldades inerentes à vigilância de área afastada e de difícil acesso no terreno de Macaíba, com mata fechada ao redor (as edificações e vias de acesso são as únicas clareiras abertas no meio do mato), restando as estruturas prediais sujeitas à depredação e dilapidação do homem ou à depreciação natural, com significativo prejuízo ao erário e potencial grave de se tornar 'elefante branco.'” 
As irregularidades apontadas pelo TCU são diversas: "Entre os achados mais importantes, consta o da cláusula do objeto insuficientemente detalhada ou imprecisa no Contrato de Gestão; ausência de instrumento jurídico de utilização de bem público imóvel (terreno); cláusula de propriedade intelectual atentatória aos princípios públicos no CG; sobreposição de termos jurídicos relacionados ao Campus do Cérebro; fragilidades na justificativa do MEC para a escolha da OS; inobservância injustificada de recomendações de parecer jurídico prévio ao CG; e orçamentação apresentada no CG sem prévio estudo técnico. Em termos conclusivos, tem-se uma situação de um conjunto de irregularidades graves e falhas que devem ser corrigidas com a devida urgência, eis que detêm o potencial de acirrar um ambiente de insegurança jurídica a ponto de ser admissível a anulação do próprio Contrato de Gestão, com potenciais riscos para o controle e fiscalização de recursos públicos federais, ante a miscelânea de papeis entre as entidades privadas envolvidas na condução do processo, Aasdap (Oscip) e ISD (OS), ambas presididas pelo Dr. Miguel Nicolelis". Além do IINN, a UFRN também foi citada no relatório, com sua Reitora sendo suspeita de "negligência", a qual acarretaria severo ônus ao patrimônio público.
Após as denúncias e apuração por parte do TCU, a inauguração do Campus do Cérebro foi novamente adiada, sendo prevista para o final de 2016, aumentando a desconfiança de sua viabilidade dentro do que foi prometido por Nicolelis. De acordo com o Ministério da Educação (MEC), apenas em 2014 o IINN recebeu quase R$ 30 milhões de aporte financeiro. De acordo com matéria publicada na Folha de S.Paulo, em setembro de 2016 a obra encontrava-se parada e sem previsão de retorno mesmo já tendo recebido cerca de R$ 57 milhões, em face dos múltiplos problemas identificados pelo TCU, especialmente no que se refere a falta de transparência na concepção do projeto e na ausência de rigor técnico no orçamento.